# Saint-Hilaire-les-Places
Saint-Hilaire-les-Places, okzitanisch Sent Alari las Plaças, ist eine französische Gemeinde in der Region Nouvelle-Aquitaine, im Département Haute-Vienne, im Arrondissement Limoges und im Kanton Saint-Yrieix-la-Perche. Sie grenzt im Norden und im Osten an Nexon, im Südosten an La Meyze, im Südwesten an Ladignac-le-Long, im Westen an Bussière-Galant und im Nordwesten an Rilhac-Lastours. Das Gemeindegebiet liegt im Regionalen Naturpark Périgord-Limousin. 
Saint-Hilaire-les-Places ist eine der Städte, die durch den Conseil national des villes et villages fleuris (Nationalrat der beblümten Städte und Dörfer) mit vier Blumen und dem Label Ville fleurie prämiert wurde.

## Bevölkerungsentwicklung
| Jahr      | 1962 | 1968 | 1975 | 1982 | 1990 | 1999 | 2008 | 2013 |
| --------- | ---- | ---- | ---- | ---- | ---- | ---- | ---- | ---- |
| Einwohner | 968  | 905  | 790  | 790  | 785  | 780  | 858  | 909  |

## Verkehr
In Lafarge im Westen der Gemeindegemarkung befindet sich ein Bahnhof an der Bahnstrecke Limoges-Bénédictins–Périgueux, die mit TER-Zügen bedient wird.

## Sehenswürdigkeiten
- Kirche Saint-Hilaire, Monument historique

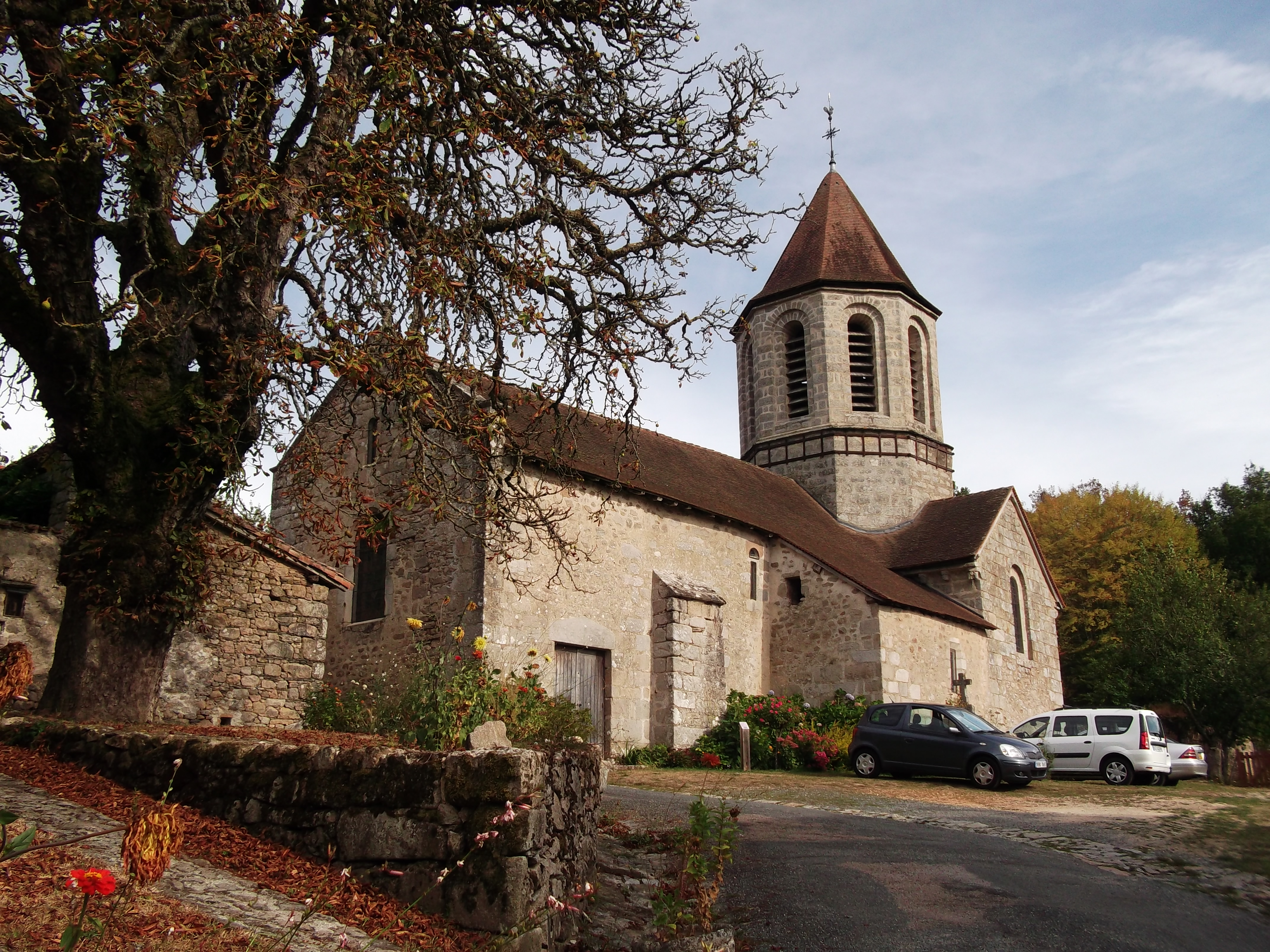
Kirche Saint-Hilaire

## Gemeindepartnerschaft
Eine Gemeindepartnerschaft besteht seit 1982 mit Gutenstetten im deutschen Landkreis Neustadt an der Aisch-Bad Windsheim. Verantwortlich ist vor allem der dortige Verein Freunde von St. Hilaire les Places.